# Labium inflexum
Labium inflexum är en stekelart som först beskrevs av Morley 1914.  Labium inflexum ingår i släktet Labium och familjen brokparasitsteklar. Inga underarter finns listade i Catalogue of Life.